# Calembour visuel

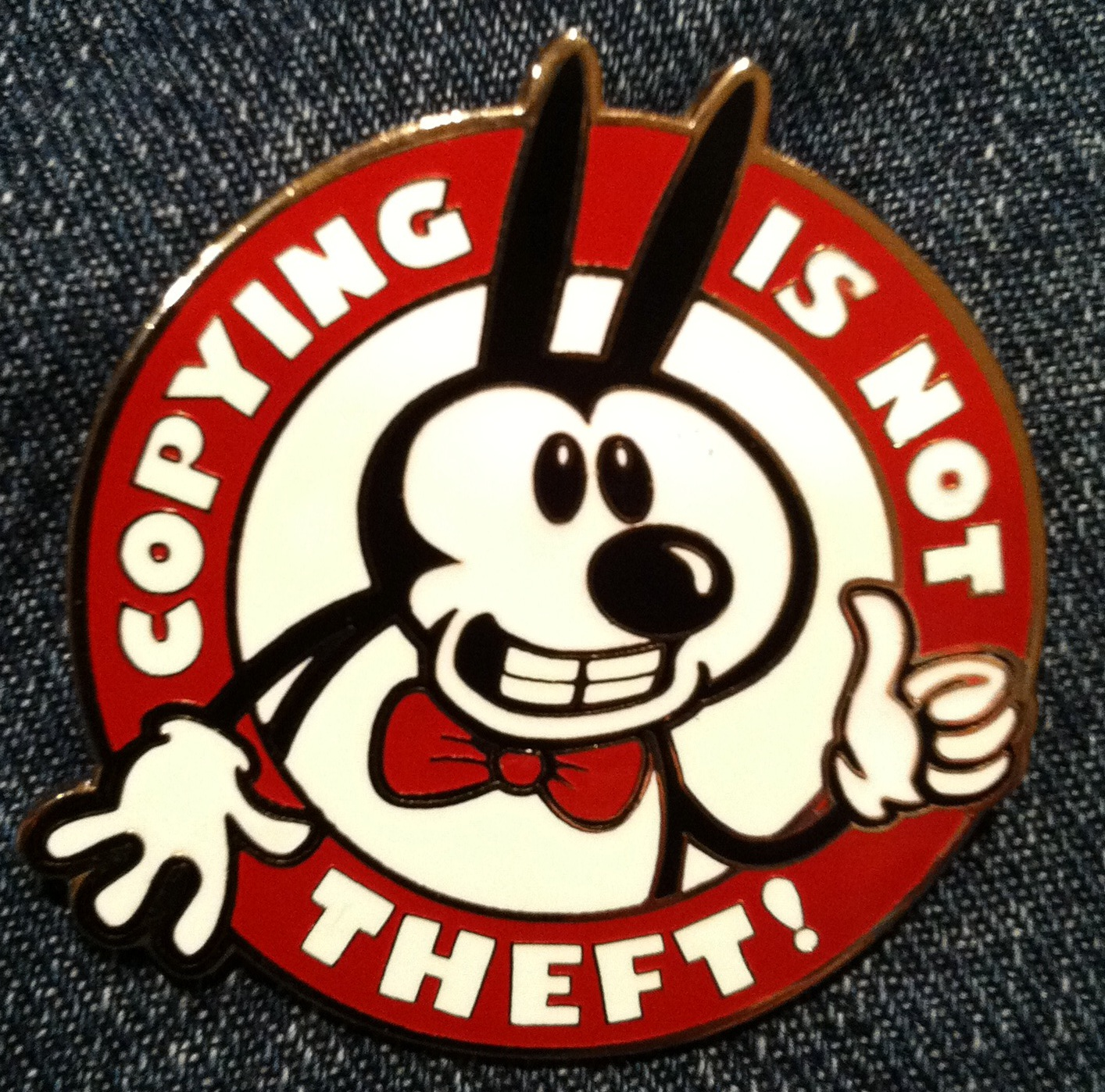
« La copie n'est pas du vol ! » Badge avec un personnage qui ressemble à Mickey Mouse.

Un calembour visuel, appelé aussi calembour graphique, est un calembour impliquant une ou plusieurs images qui crée une équivoque visuelle, en plus ou à la place du jeu de mots.
Le calembour visuel dans lequel l'image est en contradiction avec l'inscription est fréquent dans les films et dessins animés ou sur les pierres de pignon hollandaises. L’héraldique européenne utilise la technique des armes parlantes qui peut être considérée comme un jeu de formes visuel.
Il est également présent dans l’art préhistorique. Le chercheur Jean-Loïc Le Quellec définit le calembour graphique préhistorique comme comprenant « des figurations plus ou moins intriquées, et sur lesquelles certaines lignes sont communes à des êtres différents ».